# デオンテイ・ワイルダー 対 ルイス・オルティス第2戦
デオンテイ・ワイルダー 対 ルイス・オルティス第2戦（デオンテイ・ワイルダー たい ルイス・オルティスだい2せん）は、2019年11月23日、アメリカ合衆国ネバダ州ラスベガスのMGMグランド・ガーデン・アリーナで開催されたプロボクシングの試合。WBC世界ヘビー級王者のワイルダーと元WBA世界ヘビー級暫定王者でWBC世界ヘビー級3位のオルティスが行う1年8ヵ月振りのリマッチ。試合はFOXがペイ・パー・ビューで放送した。

## 試合成立まで
2015年1月17日、MGMグランド・ガーデン・アリーナでワイルダーがWBC世界ヘビー級王者バーメイン・スタイバーンと対戦し、12回3-0（118-109、119-108、120-107）の判定勝ちを収め王座獲得に成功した。ケーブルテレビ局のショウタイムが試合を放送して平均視聴者数は124万人だった。この試合でワイルダーは右手の人差し指を骨折をしたため、復帰が夏頃となった。
2015年6月13日、アラバマ州バーミングハムのバートウ・アリーナでワイルダーがWBC世界ヘビー級7位のエリック・モリーナと対戦し4回にダウンを奪って先制すると5回に2度ダウンを追加してストップ寸前まで追い詰め、9回に4度目のダウンを奪ってモリーナを失神させた。レフェリーがストップし、9回1分3秒KO勝ちを収め初防衛に成功した。モリーナは本業が現役の高校教師という異色の選手だった。ショウタイムが試合を放送して67万8千人の平均視聴者数を記録した。
2015年9月26日、バーミングハムのレガシー・アリーナでワイルダーがWBC世界ヘビー級12位のヨハン・デュオパと対戦し、ダウンは奪えなかったが、11回55秒TKO勝ちを収め2度目の防衛に成功した。NBCが試合を放送して平均視聴者数は217万人だった。
2015年10月17日、ニューヨークのマディソン・スクエア・ガーデンでゲンナジー・ゴロフキンVSデイビッド・レミューの前座でオルティスがWBA世界ヘビー級15位のマティアス・アリエル・ビドンド（アルゼンチン）とWBA世界ヘビー級暫定王座決定戦を行い、3回17秒KO勝ちを収め違反薬物のナンドロロンが検出された件で1度は王座戴冠が無効となるも再度巡ってきたチャンスで11年間空位だった王座の獲得に成功した。
2015年12月19日、ニューヨーク州ヴェローナのターニング・ストーン・リゾート・アンド・カジノ内ターニング・ストーン・イベント・センターでオルティスがWBA世界ヘビー級6位のブライアント・ジェニングスと対戦し、ジェニングスの長いリーチにやりにくそうだったが、7回に左アッパーでダウンを奪い最後は右ストレートでジェニングスが足に力が入らずふらついてストップ。7回2分41秒TKO勝ちを収め初防衛に成功した。
2016年1月16日、バークレイズ・センターでワイルダーがWBC世界ヘビー級8位のアルツール・スピルカと対戦。手数でスピルカに押されたが最後は右ショートフック一撃で失神KOを奪い試合終了。9回2分24秒KO勝ちを収め3度目の防衛に成功した。スピルカを病院直行にする衝撃KOだった。この試合でワイルダーは150万ドル（1億7千万円）、スピルカは25万ドル（3千万円）のファイトマネーを受け取った。ショウタイムが試合を放送して平均視聴者数は50万人だった。
2016年7月16日、バーミングハムのバートゥ・アリーナでワイルダーがWBC世界ヘビー級9位のクリス・アレオーラと対戦し4回にダウンを奪うなど有利に進めて十分に痛めつけ、8回終了時アレオーラのセコンドがアレオーラの出血のひどさを見てレフェリーに試合をやめると宣言し、棄権によるTKO勝ちを収め4度目の防衛に成功した。ワイルダーはこの試合で右の拳を骨折、上腕二頭筋を断裂し、手術を受けた。
2017年2月25日、バーミングハムのレガシー・アリーナでワイルダーがWBC世界ヘビー級10位のジェラルド・ワシントンと復帰戦を行い、5回1分45秒TKO勝ちを収め、5度目の防衛に成功した。この試合でワイルダーは90万ドル(約1億円)、ワシントンは25万ドル(約2800万円)のファイトマネーを稼いだ。
2017年11月4日、バークレイズ・センターでワイルダーが元WBC世界ヘビー級王者でWBC世界ヘビー級1位のバーメイン・スタイバーンと2年10カ月振りに対戦し、初回2分59秒KO勝ちを収め、6度目の防衛に成功した。
2018年3月3日、バークレイズ・センターでワイルダーが元WBA世界ヘビー級暫定王者でWBC世界ヘビー級3位のルイス・オルティスと対戦し、10回2分5秒TKO勝ちを収め、7度目の防衛に成功した。この試合でワイルダーは210万ドル（約2億3000万円）、オルティスは50万ドル（約5500万円）のファイトマネーを稼いだ。ショウタイムが試合を放送して平均視聴者数は105万5千人だった。
2018年12月1日、ロサンゼルスのステープルズセンターでワイルダーが元3団体ヘビー級統一王者のタイソン・フューリーと対戦し、9回と12回にダウンを奪って、12回1-1（115-111、114-110、113-113）の引分となり8度目の防衛に成功した。この試合でワイルダーは400万ドル（約4億3千万円）、フューリーは300万ドル（約3億2千万円）のファイトマネーを稼いだ。
2019年5月18日、バークレイズ・センターでワイルダーがWBC世界ヘビー級4位のドミニク・ブラジールと対戦し、初回2分17秒KO勝ちを収め、9度目の防衛に成功した。ショウタイムが試合を放送して79万1千人の平均視聴者数を記録した。

### 第2戦成立から試合まで
2019年5月29日、ワイルダー対オルティス第2戦が正式に発表された。
2019年11月23日、MGMグランド・ガーデン・アリーナでワイルダーとオルティスによるリマッチが行われ、ワイルダーが7回2分51秒KO勝ちを収め、10度目の防衛に成功した。

### ルイス・ネリ対エマヌエル・ロドリゲス戦中止から代役カード決定及び試合まで
当初ペイ・パー・ビュー最初の試合でルイス・ネリvsエマヌエル・ロドリゲスが行われるはずだったが、前日計量でネリが規定体重の118ポンドを1ポンド超える119ポンドを計測。ネリは1時間後の再計量に向けた減量を拒否し、ロドリゲスに違約金を払って試合を行おうと交渉するもロドリゲス陣営が拒否した為試合中止になりペイ・パー・ビュー最初の試合が空く緊急事態となった。そこで主催したTGBプロモーションズは2017年9月26日に行われた第1戦の10回1-1(95-95、93-97、96-94)の3者3様の引き分け以来、2年2ヵ月振りのリマッチを行うエドゥアルド・ラミレス対レドゥアン・バルセレミー第2戦を急遽ペイ・パー・ビュー直前に放送していたFox Sports 2のメインからペイ・パー・ビュー最初の試合に格上げし2年2ヵ月前に放送したFox Sports 1のトォ・トウー・トォ・チューズデイズ一夜限りの復活を遂げる形で代役に起用した。
ペイ・パー・ビュー当日ラミレス対バルセレミー第2戦が行われラミレスが4回2分59秒TKO勝ちを収め中止になったネリ対ロドリゲス戦の代役起用に応えた。